# Cozmești (gmina w okręgu Jassy)
Cozmești – gmina w Rumunii, w okręgu Jassy. Obejmuje miejscowości Cozmești, Podolenii de Jos i Podolenii de Sus. W 2011 roku liczyła 2664 mieszkańców.